# یواس‌اس اسکولار (اس‌اس-۲۹۴)
یواس‌اس اسکولار (اس‌اس-۲۹۴) (به انگلیسی: USS Escolar (SS-294)) یک زیردریایی بود که طول آن ۳۱۱ فوت ۸ اینچ (۹۵٫۰۰ متر) بود. این زیردریایی در سال ۱۹۴۳ ساخته شد.